# Domentziolus (frère de Phocas)
Domentziolus (en grec : Δομεντ[ζ]ίολος) ou Domnitziolus (Δομνιτζίολος) est l'un des frères de l'empereur byzantin Phocas (emp. 602–610).
Phocas et sa famille furent probablement d'origine thraco-romaine. Sa mère Domentzia a trois fils : Phocas, Comentiolus et Domentziolus.
En 603, Phocas nomme Domentziolus magister officiorum, poste qu'il occupe pendant l'ensemble du règne de Phocas. En 610, face à la révolte d'Héraclius, Domentziolus est envoyé tenir le mur d'Anastase. Quand il apprend la présence de la flotte d'Héraclius à Abydos, il fuit pour Constantinople. Après le renversement et l'exécution de Phocas, Héraclius ordonne également son exécution, mais son probable fils, le général et curopalate Domentziolus, est épargné grâce à l'intercession de Théodore de Sykéon.